# Xiloxuchicán
Xiloxuchicán är en ort i Mexiko.   Den ligger i kommunen Chilapa de Álvarez och delstaten Guerrero, i den södra delen av landet, 220 km söder om huvudstaden Mexico City. Xiloxuchicán ligger 1 086 meter över havet och antalet invånare är 729.
Terrängen runt Xiloxuchicán är huvudsakligen kuperad, men österut är den bergig. Runt Xiloxuchicán är det ganska glesbefolkat, med 39 invånare per kvadratkilometer. Närmaste större samhälle är Chilapa de Alvarez, 13,6 km norr om Xiloxuchicán. Omgivningarna runt Xiloxuchicán är en mosaik av jordbruksmark och naturlig växtlighet.